# Paléocène
Ne doit pas être confondu avec Paléogène.
Stratigraphie
Crétacé supérieur Éocène
Crétacé
Le Paléocène est la première époque de l'ère Cénozoïque, dans l'échelle des temps géologiques. Elle s'étend de 66,0 à 56,0 millions d'années.
Le mot est composé du grec παλαιός / palaïós, « vieux, d'autrefois, ancien », et καινός / kaïnós, « nouveau », car c'est l'époque la plus ancienne de la nouvelle ère Cénozoïque.
Il est précédé du Crétacé et suivi de l'Éocène. Il débute par un événement bien connu : la limite Crétacé-Tertiaire, il y a 66 Ma. La crise biologique qui y est associée pourrait être due au recoupement des effets d'un impact météoritique (caractérisé par un pic d'iridium dans les sédiments) et d'une activité volcanique intense (mise en place des plateaux de basaltes du Deccan). On peut ajouter à cela une régression du niveau marin (intense activité de la dorsale médio-Atlantique due à l'ouverture de l'océan) associée à un refroidissement global.

## Biologie
Il y a quelque 66 Ma, les grands reptiles (dinosaures, ptérosauriens), les ammonites, bélemnites et rudistes disparaissent de la surface de la Terre ; d'autres ordres se maintiennent, mais les populations diminuent.
Malgré cette apparente hécatombe, des représentants des quatre ordres de reptiles se maintiennent et évoluent : tortues, crocodiles, lézards, serpents. On peut y ajouter les oiseaux, descendants des dinosaures. 
Les victimes de l'extinction sont les espèces de grande taille ayant évolué jusqu'à une spécialisation extrême, qui les vouait à une prochaine disparition.
Par ailleurs, plusieurs groupes se sont sans doute éteints quelques millions d'années avant la fin du Maastrichtien.

### La diversification des mammifères
Dès lors, les mammifères qui se tenaient cachés dans l'ombre des reptiles géants, vont se diversifier et se multiplier pour occuper les niches écologiques laissées vacantes par les dinosaures.
Quelque 22 nouveaux ordres apparaissent au cours des 10 millions d'années que dure le Paléocène : Marsupiaux, Insectivores, Lémuriens, Créodontes (carnivores) et animaux à sabots, ancêtres des chevaux, rhinocéros, porcs et chameaux.
La plupart de ces animaux ont comme points communs d'être des quadrupèdes plantigrades de petite taille avec un museau fin et un volume crânien peu important et, pour la plupart, d'être des herbivores.
Au début du Paléocène, ils sont encore extrêmement semblables à leurs ancêtres du Mésozoïque. Par la suite, les espèces vont évoluer pour atteindre de grandes tailles, qui vont être maximales de l'Éocène à l'Oligocène. Cette période offre l'un des exemples les plus marquants d'évolution au cours de l'histoire de la vie.
Malgré cette explosion, c'est surtout à l'Éocène que se démarque ce nouveau règne, avec les mammifères et les oiseaux les plus grands qui aient jamais existé. Parmi ces derniers, il faut citer le Gastornis, dont le poids devait, d'après les estimations, osciller entre 50 et 100 kilogrammes selon les populations.

### Les autres animaux
Ne négligeons pas les autres classes d'êtres vivants comme les mollusques, qui subissent une phase de diversification au Danien, ceci afin de combler les niches écologiques occupées jadis par les ammonites, bélemnites et autres prédateurs de taille moyenne.
Les insectes, eux, constituent une sorte d'équivalent terrestre des Mollusques. Peu touchés par la récente crise biologique, ils poursuivent leur évolution depuis des millions d'années. 
Enfin, malgré la disparition des dinosaures non aviens, certains reptiles restent de redoutables prédateurs parmi les crocodylomorphes, comme les Sebecidae en Amérique du Sud ou Boverisuchus dans l'hémisphère nord. 

### La conquête terrestre des angiospermes

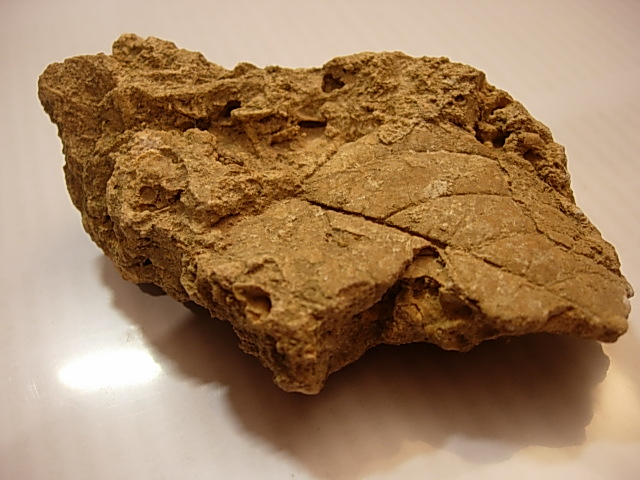
Feuille fossilisée de Vitis sezannensis.

Dans le règne végétal, les Angiospermes, qui étaient apparues à la fin du Crétacé, se répandent pour conquérir l'ensemble de la terre. Les premières forêts d'arbres à feuilles caduques et graminées se manifestent, mais restent peu abondantes durant la première période du Tertiaire.
Au XIXe siècle, dans les tufs de la commune de Sézanne (Marne), des fouilles ont mis au jour des restes fossilisés d'une vigne de l'âge tertiaire (50 millions d'années) qui a été baptisée Vitis sezannensis. Cette variété, disparue de l'Europe, subsiste de nos jours dans le Sud-Est du continent américain.

## La tectonique
Du point de vue de la tectonique des plaques, le Paléocène représente l'étape ultime du démembrement de la Pangée avec l'ouverture de l'Atlantique Nord, il y a 100 Ma, qui sépare le Groenland du continent européen. La Terre est alors encore partagée en deux moitiés au niveau de l'équateur par l'océan téthysien.
L'Australie et l'Antarctique sont en passe d'être deux masses distinctes, ce qui va permettre la mise en place d'un courant circum-antarctique qui va dès lors isoler le continent austral des eaux plus chaudes et engendrer son englacement. 
L'Inde est déjà complètement détachée de l'Afrique, ceci depuis -68 millions d'années. Le passage à proximité d'un point chaud provoque une intense activité effusive et la mise en place des plateaux de basaltes du Deccan.
La microplaque se trouve à présent en position équatoriale. Avec elle, les continents africain, indien et australien se rapprochent de l'Eurasie, qu'ils vont rencontrer quelque 10 millions d'années plus tard.
Au niveau de l'Europe, la collision entre les plaques eurasienne et africaine a commencé, ce qui entraîne les premières phases de déformation compressive. La Téthys est toujours présente, mais en phase de fermeture. Elle laisse deviner la position de la future Méditerranée. Plusieurs micro-continents sont déjà partis en subduction vers le sud, comme le briançonnais. 
L'océan valaisan est alors ouvert et les premiers flysch, se sont accumulés à la marge nord de la plaque apulienne.
En Amérique, l'événement géologique majeur du Paléocène est la formation de la chaîne des Rocheuses, une chaîne de 3 500 km de long, d'orientation nord-sud qui s'étend à l'ouest du Canada et des États-Unis.
Le niveau marin au Paléocène fluctue : après une chute à la limite KT, il y a progradation jusqu'à un très haut niveau ; puis à ~60 Ma une nouvelle chute de quelque −20 mètres se produit, pratiquement identique à la précédente. Ensuite, jusqu'à la limite avec l’Éocène, le niveau remonte progressivement jusqu'à +15 mètres. Cette évolution est celle de l'ensemble du globe et correspond à un stade de haut niveau marin. En Europe, la plupart des terres sont immergées.

## Le climat

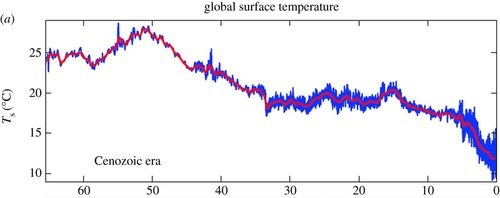
Ecolution de la température moyenne pendant le Paléocène

Le climat était sensiblement plus chaud au Paléocène (et au début de l'Éocène) que pendant tout le reste du Tertiaire (néanmoins il reste moins chaud que pendant la période précédente du Crétacé) ; un climat subtropical régnait sur l'ensemble de la terre. Une flore tropicale s'étendait jusqu'à 50 degrés de latitude de part et d'autre de l'équateur, même en Alaska des traces de flore fossile témoignent de cette ampleur. Des saisons peu marquées expliquent en partie ce climat. Et si l'on accepte l'hypothèse de la météorite marquant la fin de l'ère Mésozoïque, elle pourrait expliquer cette « anomalie ». 
Le Paléocène correspond donc à une phase de haut niveau marin : presque toute l'Europe est submergée.

## La crise climatique de la fin du Paléocène

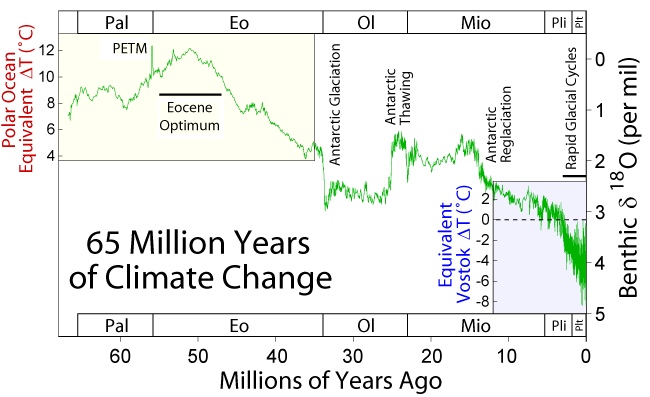
Les températures depuis -65 Ma ; la crise climatique est notée PETM.

À la fin du Paléocène, il y a environ 56 millions d'années, le climat devint encore plus chaud, comportant un maximum thermique local et provoquant des changements dans la végétation. Les forêts se transformèrent en véritables forêts tropicales, denses ; et certains primates ne résistèrent pas au changement. Les faunes les plus touchées furent le microplancton marin, les foraminifères benthiques et les mammifères terrestres. Les fluctuations touchent particulièrement les hautes latitudes. Le réchauffement est provoqué par un dégagement massif de méthane et marque la limite avec la période suivante : l’Éocène, durant laquelle les primates évoluèrent pour se rapprocher des espèces plus modernes.
L'origine de cette crise climatique serait un dégagement massif de dioxyde de carbone dû au volcanisme intense causé par l'ouverture de l'Atlantique Nord (Islande) ayant entraîné la fonte des hydrates de méthane, un gaz qui, une fois relâché, aurait augmenté la température d'au moins cinq degrés Celsius. Elle aurait duré 100 000 ans.